# Meteorus congregatus
Meteorus congregatus är en stekelart som beskrevs av Muesebeck 1939. Meteorus congregatus ingår i släktet Meteorus och familjen bracksteklar. Inga underarter finns listade i Catalogue of Life.